# Acrocera obsoleta
Acrocera obsoleta är en tvåvingeart som beskrevs av Wulp 1867. Acrocera obsoleta ingår i släktet Acrocera och familjen kulflugor.
Artens utbredningsområde är Wisconsin. Inga underarter finns listade i Catalogue of Life.